# Владислав Шпилман
Владѝслав Шпѝлман (на полски: Władysław Szpilman) е полски пианист, композитор и писател.

## Живот
Владислав Шпилман е роден на 5 декември 1911 г. в Сосновец, Полско царство, Руска империя. Той е четвъртото дете в еврейско семейство. Има брат и две сестри. В началото на 30-те години на 20 век завършва Музикалния университет „Фредерик Шопен“ във Варшава под ръководството на Александър Михалковски. През 1931 година печели стипендия в Берлинската музикална академия в Берлин където му преподават Леонид Кройцер и Артур Шнабел. След идването на власт на нацистите през 1933 г. се завръща в Полша и от 1 април 1935 г. работи като пианист в полското радио. До 1939 г. композира симфонична и филмова музика.
След като Германия окупира Полша през 1939 г., през 1940 г. той се оказва заедно с цялото си семейство във Варшавското гето. На 16 август 1942 г. семейството му е интернирано и отправено в концентрационния лагер Треблинка, където всички са убити. Владислав се спасява като по чудо, като е отделен от конвоя в последния момент от еврейския полицай Ицхак Хелер. Той се спасява на косъм още няколко пъти, докато накрая през февруари 1943 г. успява да избяга от гетото и се крие в различни квартири на свои приятели. Заедно с еврейските и полските въстаници и с помощта на германския офицер Вилхелм Хозенфелд оцелява през последните дни на войната. На 6 юли 2000 г. той умира на 88-годишна възраст във Варшава.